# Pro Napoli Sport Club 1919-1920
Questa voce raccoglie le informazioni riguardanti il Pro Napoli nelle competizioni ufficiali della stagione 1919-1920.

## Divise
| Manica sinistra · Manica sinistra · Maglietta · Maglietta · Manica destra · Manica destra · Pantaloncini · Calzettoni · Calzettoni |

## Organigramma societario
Area direttiva
- Presidente:  Murè Baiona

Area tecnica
- Allenatore:

## Rosa
| N. |                   | Ruolo | Calciatore |
| -- | ----------------- | ----- | ---------- |
|    | Italia (bandiera) | P     | Baldes     |
|    | Italia (bandiera) | P     | Buongiorno |
|    | Italia (bandiera) | C     | Pino Ghisi |
|    | Italia (bandiera) |       | Aiello     |
|    | Italia (bandiera) |       | Cafaggi    |
|    | Italia (bandiera) |       | Catania    |
|    | Italia (bandiera) |       | Corcos     |
|    | Italia (bandiera) |       | Fontana    |
|    | Italia (bandiera) |       | Gargalone  |

| N. |                   | Ruolo | Calciatore     |
| -- | ----------------- | ----- | -------------- |
|    | Italia (bandiera) |       | Grande         |
|    | Italia (bandiera) |       | Iaquinto       |
|    | Italia (bandiera) |       | La Rosa        |
|    | Italia (bandiera) |       | Lasala         |
|    | Italia (bandiera) |       | Aldo Marzorati |
|    | Italia (bandiera) |       | Occupati       |
|    | Italia (bandiera) |       | Orfanelli      |
|    | Italia (bandiera) |       | Perna          |
|    | Italia (bandiera) |       | Polisano       |

## Risultati[4]

### Prima Categoria

#### Girone Campano

##### Girone di andata
| Arbitro: | Bruschini |

|                |           |            |
| Parodi 5’, 80’ | Marcatori | 55’ Aiello |

| Arbitro: | Lucignano (Napoli) |

|           |           |              |
| Sacchi ?’ | Marcatori | ?’ Marzorati |

| Arbitro: | Lucignano (Napoli) |

|                                 |           |                                         |
| Molaschi ?’ (rig.) Romanelli ?’ | Marcatori | ?’ (rig.) Marzorati ?’ Corcos ?’ Aiello |

| Napoli 14 dicembre 1919 4ª giornata | Pro Napoli | 13 – 0 | Pro Caserta |  |

| 21 dicembre 1919 5ª giornata |  | – Pro Napoli riposa |  |  |

##### Girone di ritorno
| Arbitro: | Del Pezzo (Napoli) |

|               |           |                                |
| Marzorati 86’ | Marcatori | 12’, 39’ Parodi 70’ Piccirillo |

| Arbitro: | Lucignano (Napoli) |

|           |           |                                                   |
| Aiello ?’ | Marcatori | ?’ Volpe ?’ De Crescenzo ?’ Sacchi ?’ Maisto ? ?’ |

| Arbitro: | Lucignano (Napoli) |

|                            |           |          |
| Marzorati ?’ (rig.) Aiello | Marcatori | Molaschi |

| Caserta 25 gennaio 1920 9ª giornata | Pro Caserta | 0 – 2 | Pro Napoli |  |

| 1º febbraio 1920 10ª giornata |  | – Pro Napoli riposa |  |  |

## Statistiche
Statistiche aggiornate all'8 febbraio 1920.

### Statistiche di squadra
| Competizione    | Punti | In casa | In casa | In casa | In casa | In casa | In casa | In trasferta | In trasferta | In trasferta | In trasferta | In trasferta | In trasferta | Totale | Totale | Totale | Totale | Totale | Totale | DR  |
| Competizione    | Punti | G       | V       | N       | P       | Gf      | Gs      | G            | V            | N            | P            | Gf           | Gs           | G      | V      | N      | P      | Gf     | Gs     | DR  |
| --------------- | ----- | ------- | ------- | ------- | ------- | ------- | ------- | ------------ | ------------ | ------------ | ------------ | ------------ | ------------ | ------ | ------ | ------ | ------ | ------ | ------ | --- |
| Prima Categoria | 9     | 4       | 2       | 0       | 2       | 18      | 10      | 4            | 2            | 1            | 1            | 7            | 5            | 8      | 4      | 1      | 3      | 25     | 15     | +10 |
| Totale          | 9     | 4       | 2       | 0       | 2       | 18      | 10      | 4            | 2            | 1            | 1            | 7            | 5            | 8      | 4      | 1      | 3      | 25     | 15     | +10 |

### Statistiche dei giocatori[7]
| Giocatore    | Prima Categoria | Prima Categoria |
| Giocatore    | Presenze        | Reti            |
| ------------ | --------------- | --------------- |
| Aiello       | 6               | 4               |
| Baldes       | 5               | -14             |
| Buongiorno   | 1               | -1              |
| Cafaggi      | 6               | 0               |
| Catania      | 6               | 0               |
| Corcos       | 6               | 1               |
| Fontana      | 1               | 0               |
| Gargalone    | 5               | 0               |
| P. Ghisi     | 1               | 0               |
| Grande       | 4               | 0               |
| Iaquinto     | 6               | 0               |
| La Rosa      | 1               | 0               |
| Lasala       | 1               | 0               |
| A. Marzorati | 6               | 5               |
| Occupati     | 4               | 0               |
| Orfanelli    | 1               | 0               |
| Perna        | 1               | 0               |
| Polisano     | 5               | 0               |